# تابوت النساء الباكيات
تابوت النساء الباكيات أو تابوت النساء الحداد أو تابوت النساء الحزينات (بالفرنسية: Le Tombeau des Pleureuses) هو تابوت فينيقي عثر عليه عالم الآثار العثماني عثمان حمدي بك عام 1887، في مقبرة صيدا الملكية بلبنان، في نفس غرفة مقبرة تابوت الإسكندر (غرفة دفن الملك سايندا المدفن الجنائزي رقم 3). وهو تابوت ذو أعمدة يعود تاريخه إلى عصر ما قبل الرومان. ويعتبر من أهم التوابيت في العالم من حيث صناعته، وهو أحد أعمال العصر الهلنستي، يُعتقد أنه يعود إلى ستراتو، ملك صيدا المتوفي عام 360 قبل الميلاد، أو أنه بني لأحد الأثرياء الصيدونيين. وهو معروض الان في متحف إسطنبول الأثري.

## التاريخ
كان للتابوت تأثير كبير في أوروبا وأمريكا عندما عثر عليه مع 21 تابوتًا آخر في مقبرة صيدا الملكية. وبما أن التابوت تعرض للسرقة في وقت ما قبل اكتشافه، فلم يتم العثور بداخله على شيء سوى عظام الشخص الذي كان ينتمي إليه ومشبك حزام من البرونز. عندما نقلت التوابيت من صيدا إلى إسطنبول، لم يكن هناك مكان لوضعها فيه، لذلك أصبح من الضروري بناء متحف لإيوائها. ونفذ ذلك في 17 أغسطس 1887 عندما أعلنت السلطات العثمانية:أن هناك حاجة إلى قاعة جديدة، لأن صلابة ووزن الآثار التي عثر عليها مؤخراً في صيدا تجعل من دخولها وحمايتها داخل المتحف الإمبراطوري أمراً مستحيلاً. وعين المهندس المعماري الفرنسي المشرقي ألكسندر فالوري، وهو باحث في الهندسة المعمارية في مدرسة حمدي بك للفنون الجميلة والذي سبق له تصميم قصر يلدز، لتصميم المبنى الجديد. بدأ البناء في نفس العام، وتوسع إلى طابقين في عام 1889، وافتتح في 13 يونيو 1891. واستوحي تصميم واجهة المبنى الأساسي من تابوت النساء الباكيات. ولهذا السبب سمي المتحف لأول مرة بمتحف التابوت.

## الميزات
يبلغ ارتفاع التابوت 2.97 م، وطوله 2.54 م، وعرضه 1.37 م. وهو واحد من أفضل التوابيت القديمة المحفوظة في العالم. يوجد على التابوت نقوش لنساء يبكين على وفاة الملك وموكب الجنازة. ويوجد موكب جنائزي آخر على جانبي التابوت، بالإضافة إلى مناظر حول قاعدة التابوت تمثل الملك وهو يقوم بالصيد. ومن المعلوم أن هذا التابوت الفريد من نوعه عمل في بنائه أكثر من نحات. وقد صمم على شكل معبد أيوني. وهو مثال لفن النحت اليوناني مع التأثيرات الشرقية.

## الوصف
وفي الواجهة الرئيسية هناك 18 شخصية نسائية، بعضها واقفة وبعضها جالسة، بين الأعمدة الأيونية. وعلى الرغم من أن النساء لديهن تعبير مؤلم في مواقفهن، إلا أن حركاتهن تختلف عن بعضها البعض. وهكذا تم إحياء العمل بحيث أصبح التابوت ينبض بالجماليات. إن رؤوس هذه الشخصيات الحليقة وأقدامها الحافية وملابسها الممزقة وحركاتها وتعبيراتها التي تعكس حزنها هي من سمات المجتمعات السامية. يُعتقد أن الشخصيات النسائية الحزينة الـ 18 الموجودة بين الأعمدة تمثل زوجات المتوفي أو شقيقاتة، ولسن كالنساء الشائعات في دول الشرق الأوسط.
يوجد مشهد جنائزي على الإفريز(شريط من الزخارف يكون بارز) الموجود أعلى التابوت. وهو تكوين يمكن أن يعطي فكرة عن عادات وأدوات تلك الفترة. ويوجد في أسفل التابوت إفريز آخر. ومن خلال وضع هذا الإفريز في ذلك المكان في الاسفل، جاءت فكرة تعظيم العمل والارتقاء به. إن الشخصيات النسائية الباكية الموجودة على هذا التابوت هي موضوع كتاب شعر أنيس باتور بعنوان تابوت النساء الباكيات.

## معرض

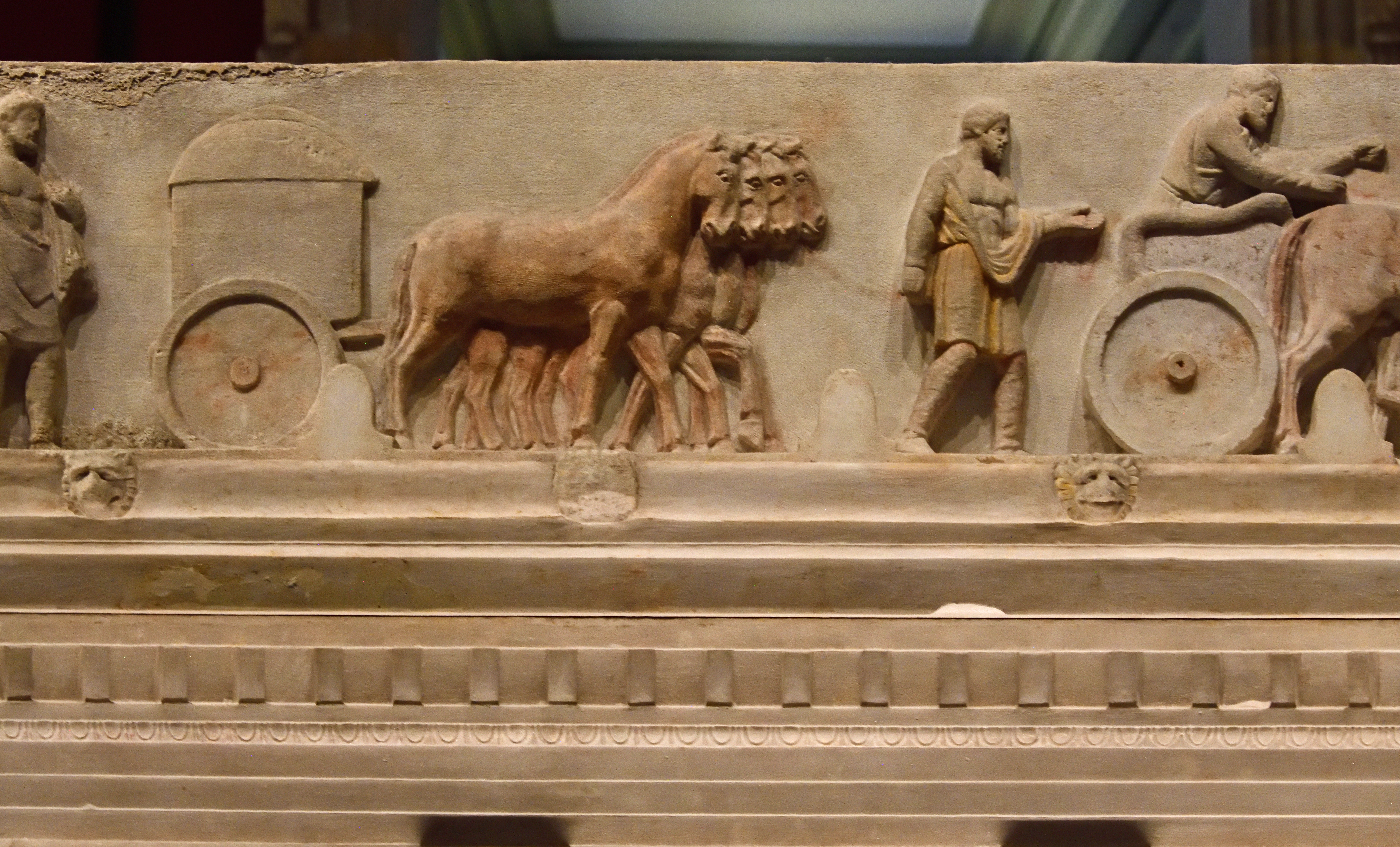
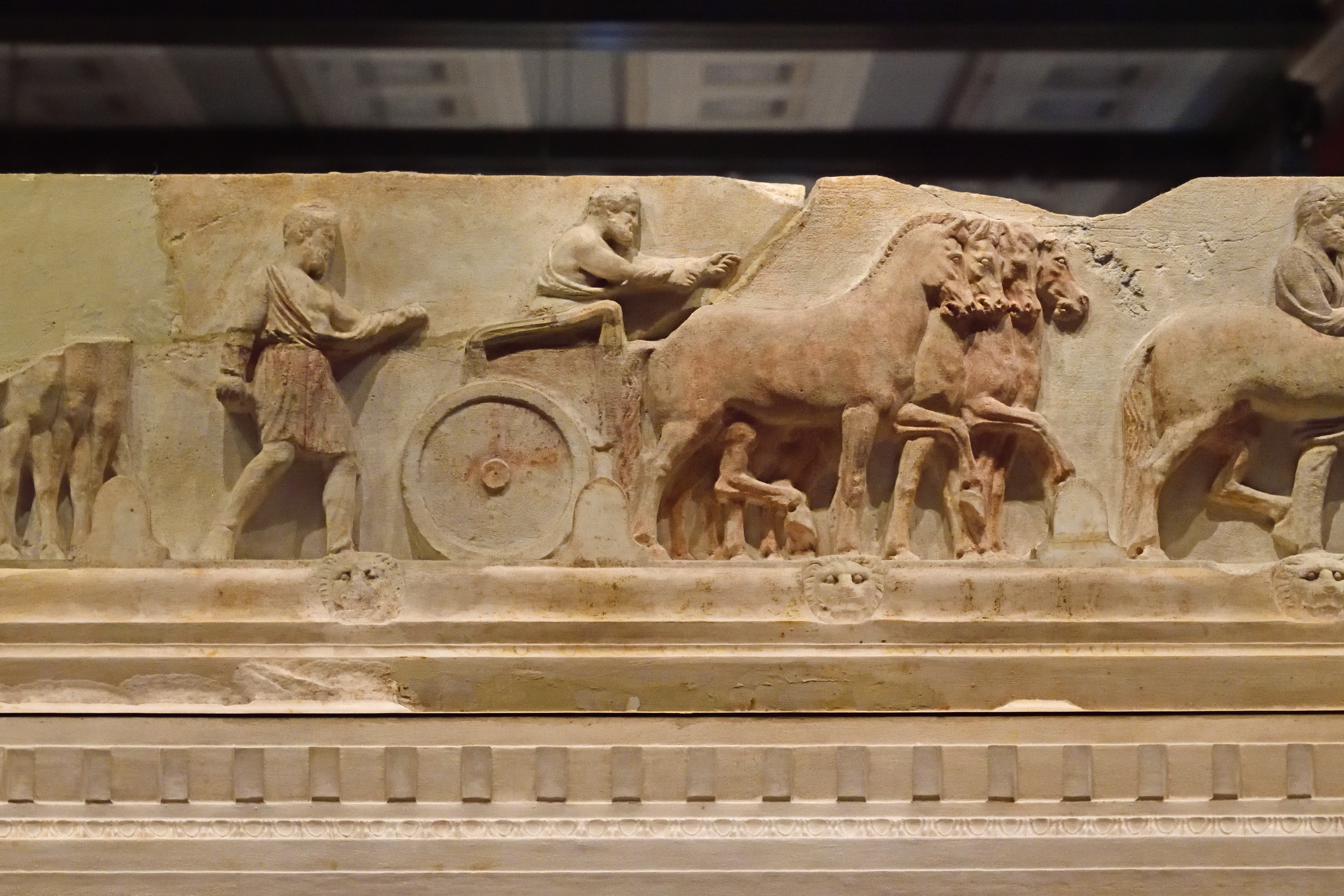
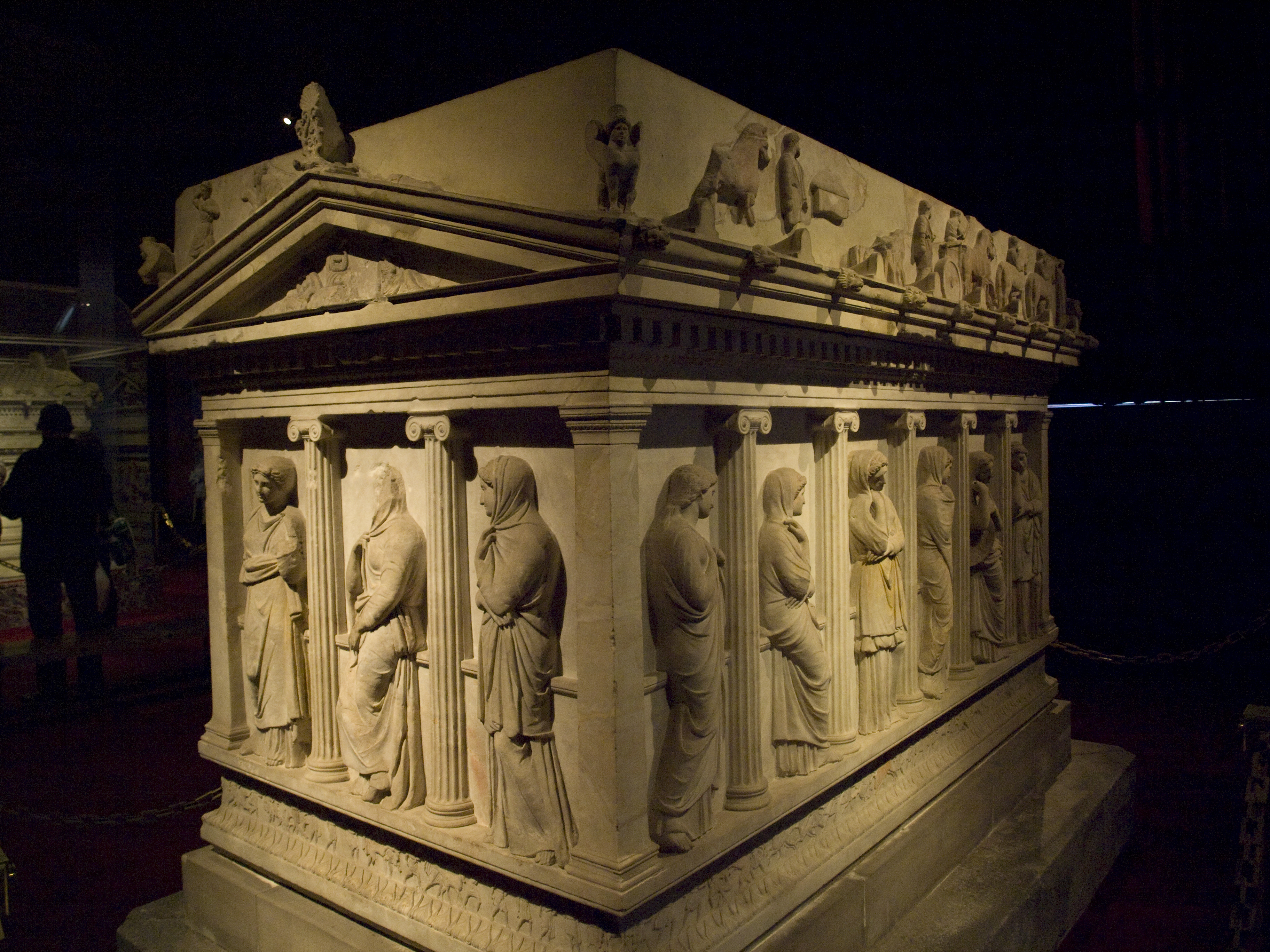
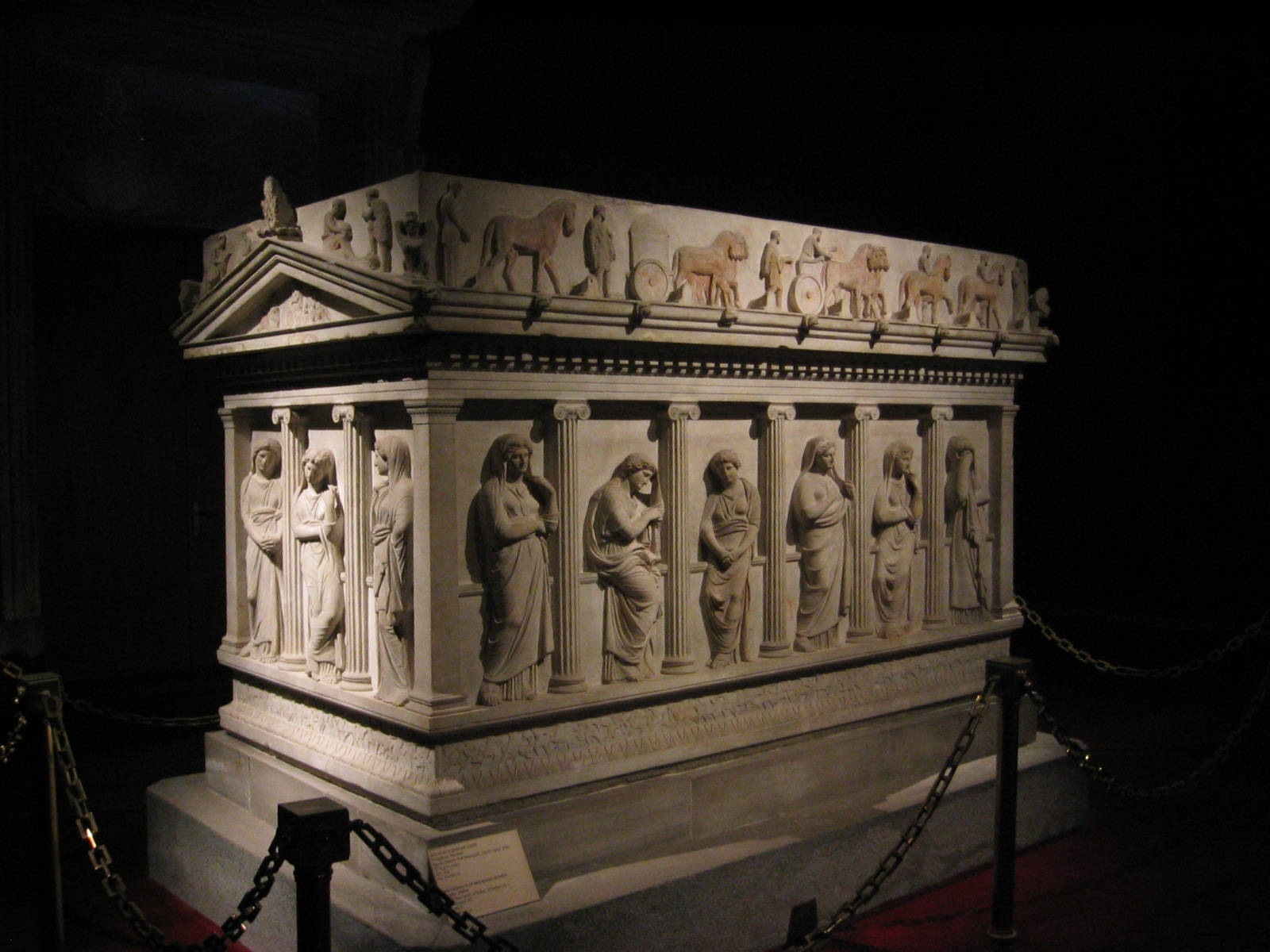
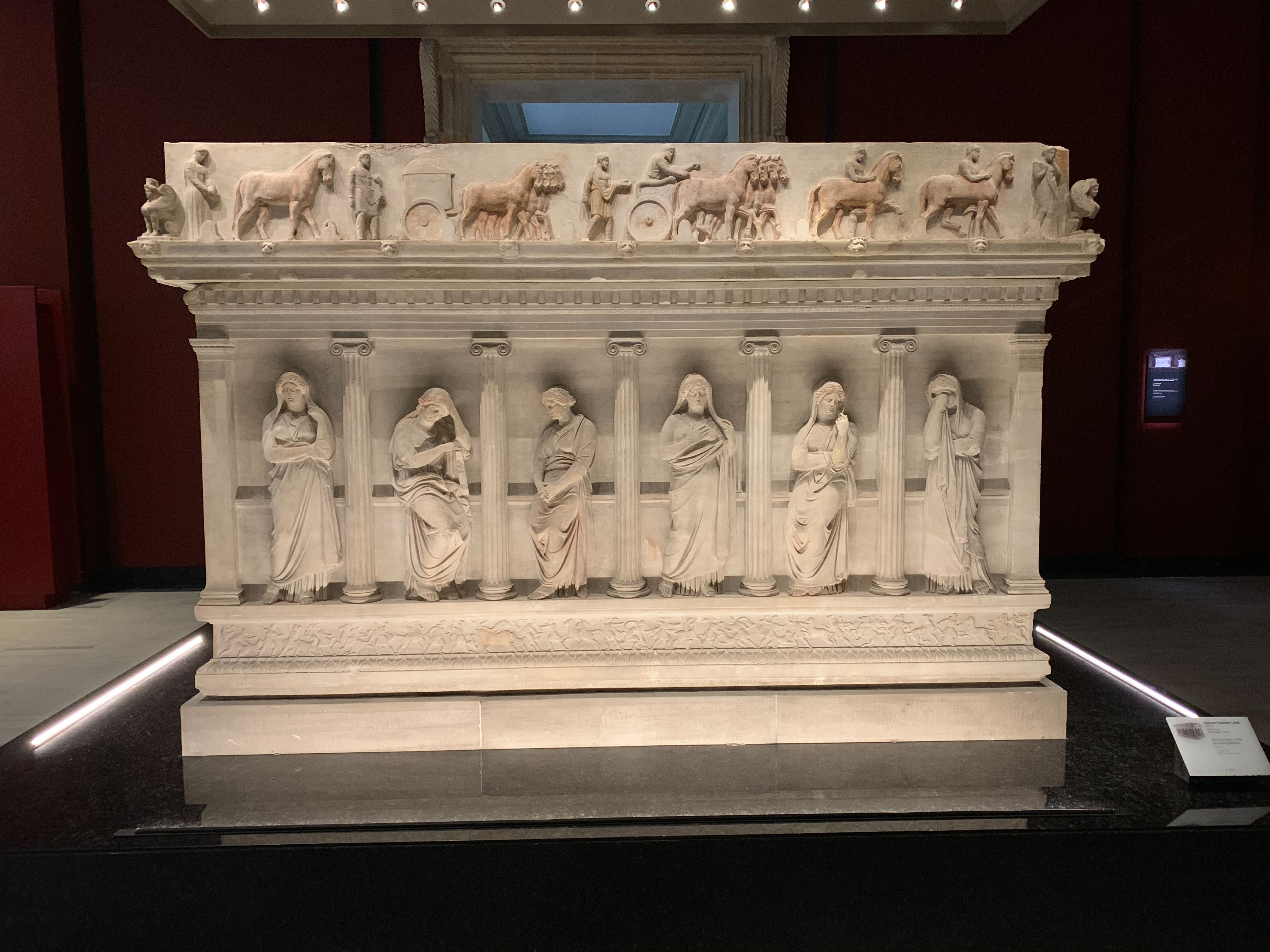
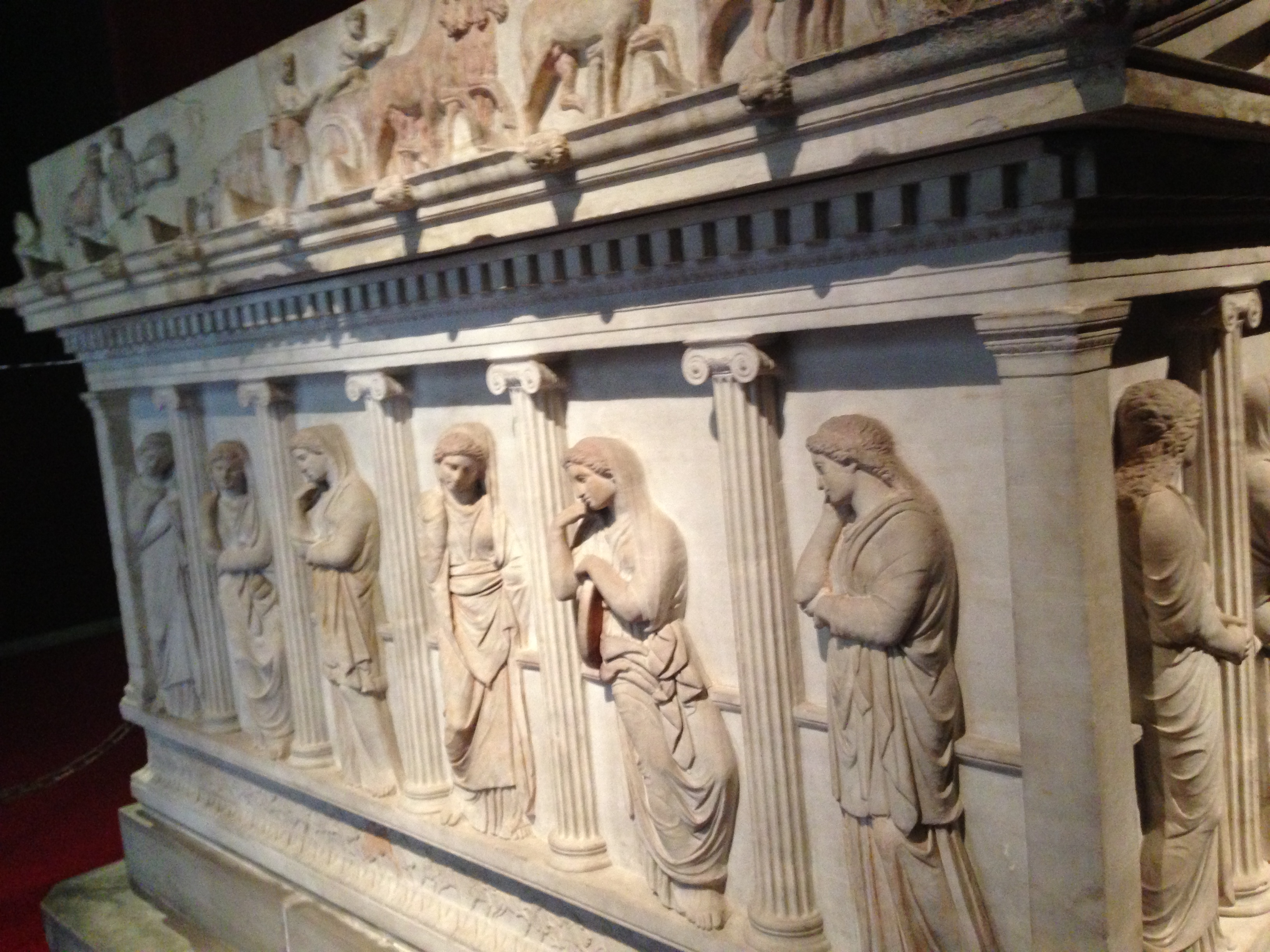
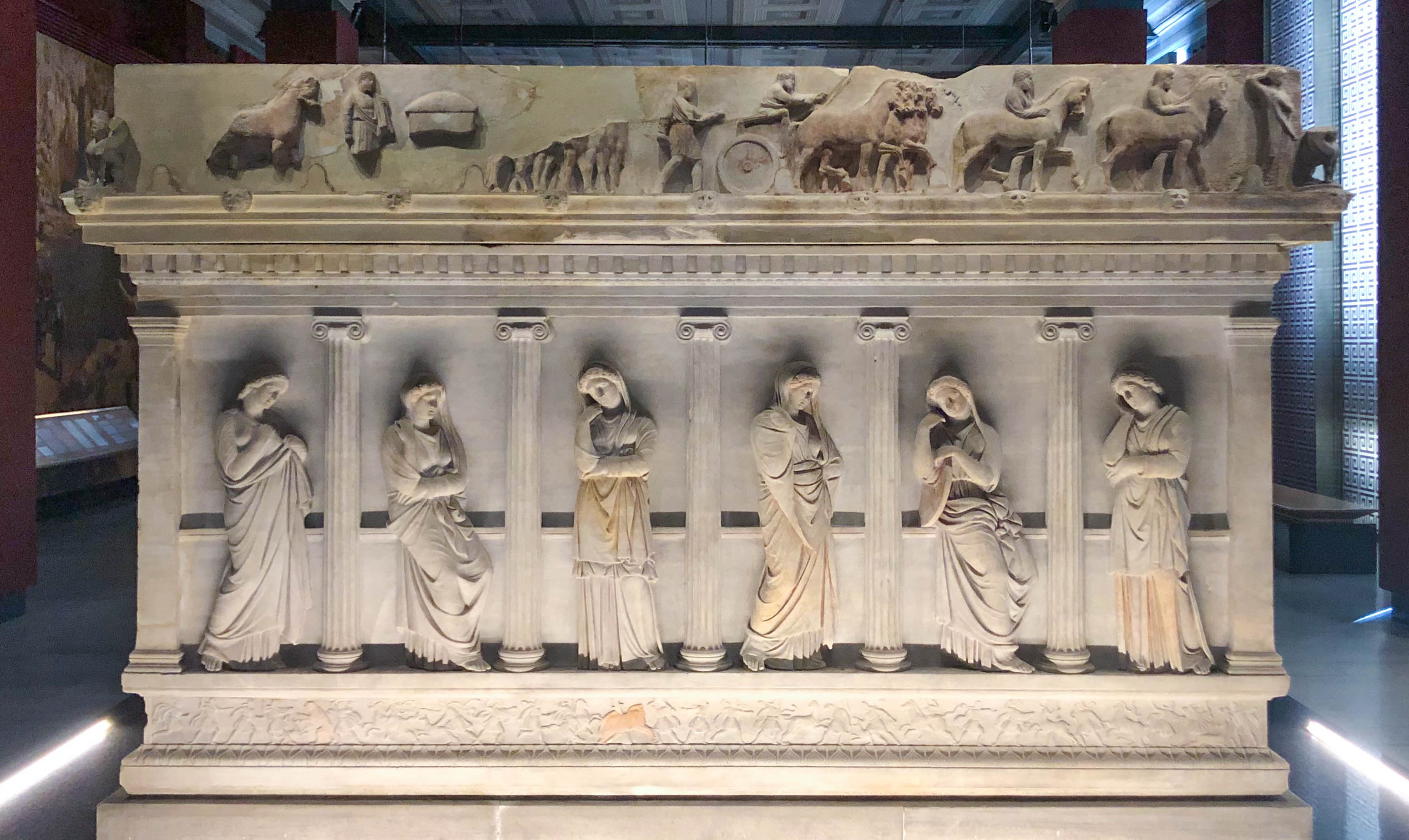
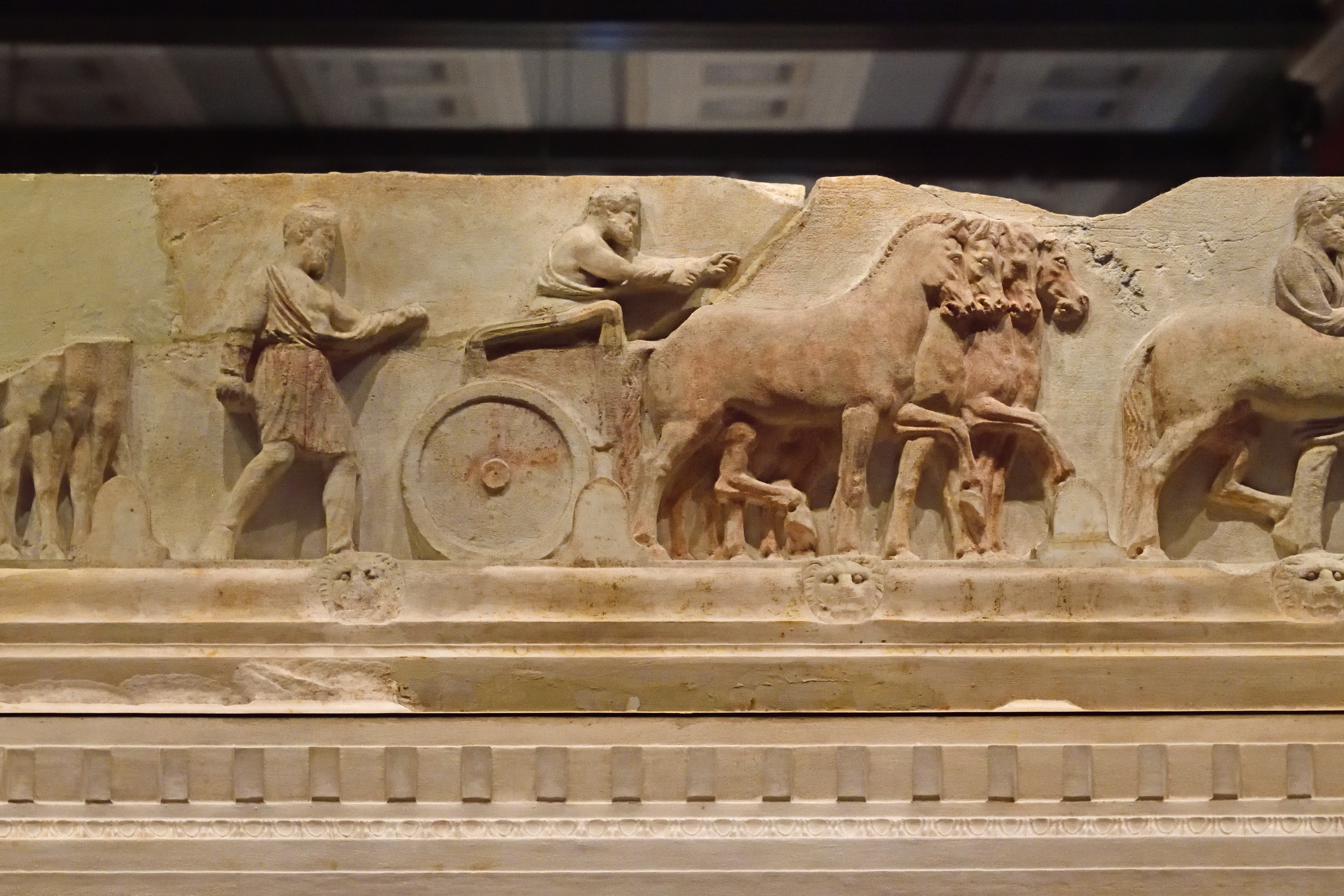
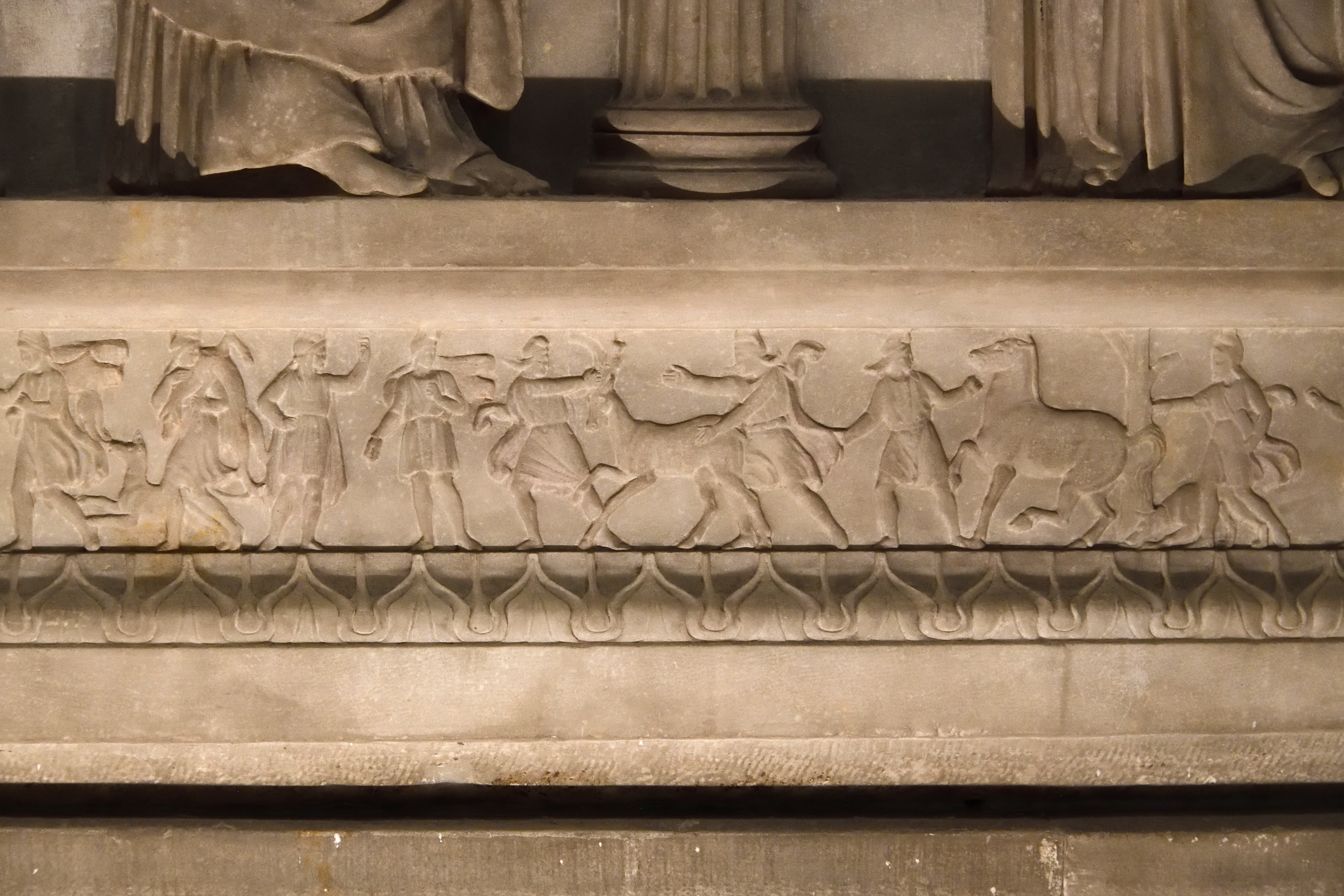
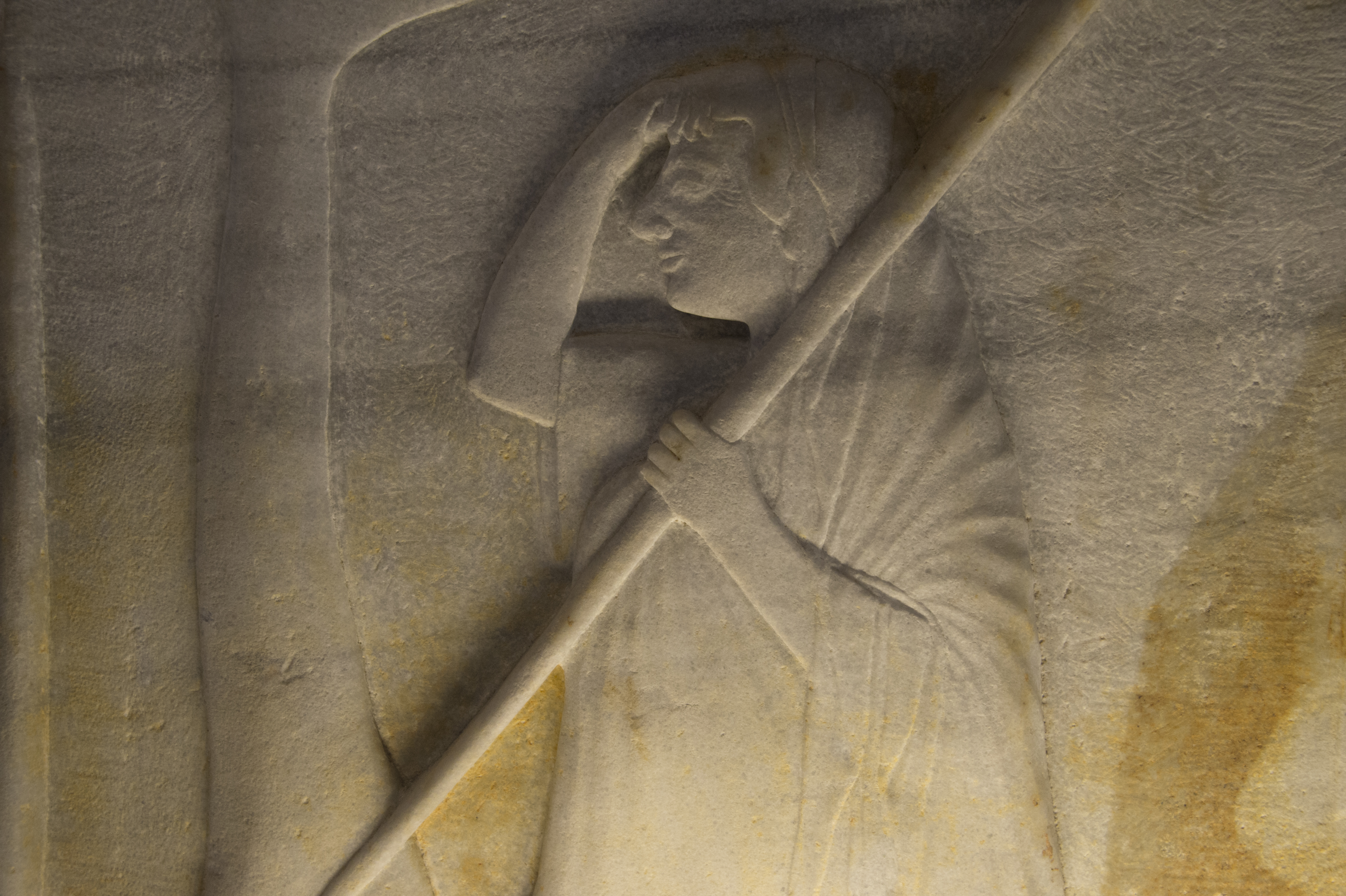
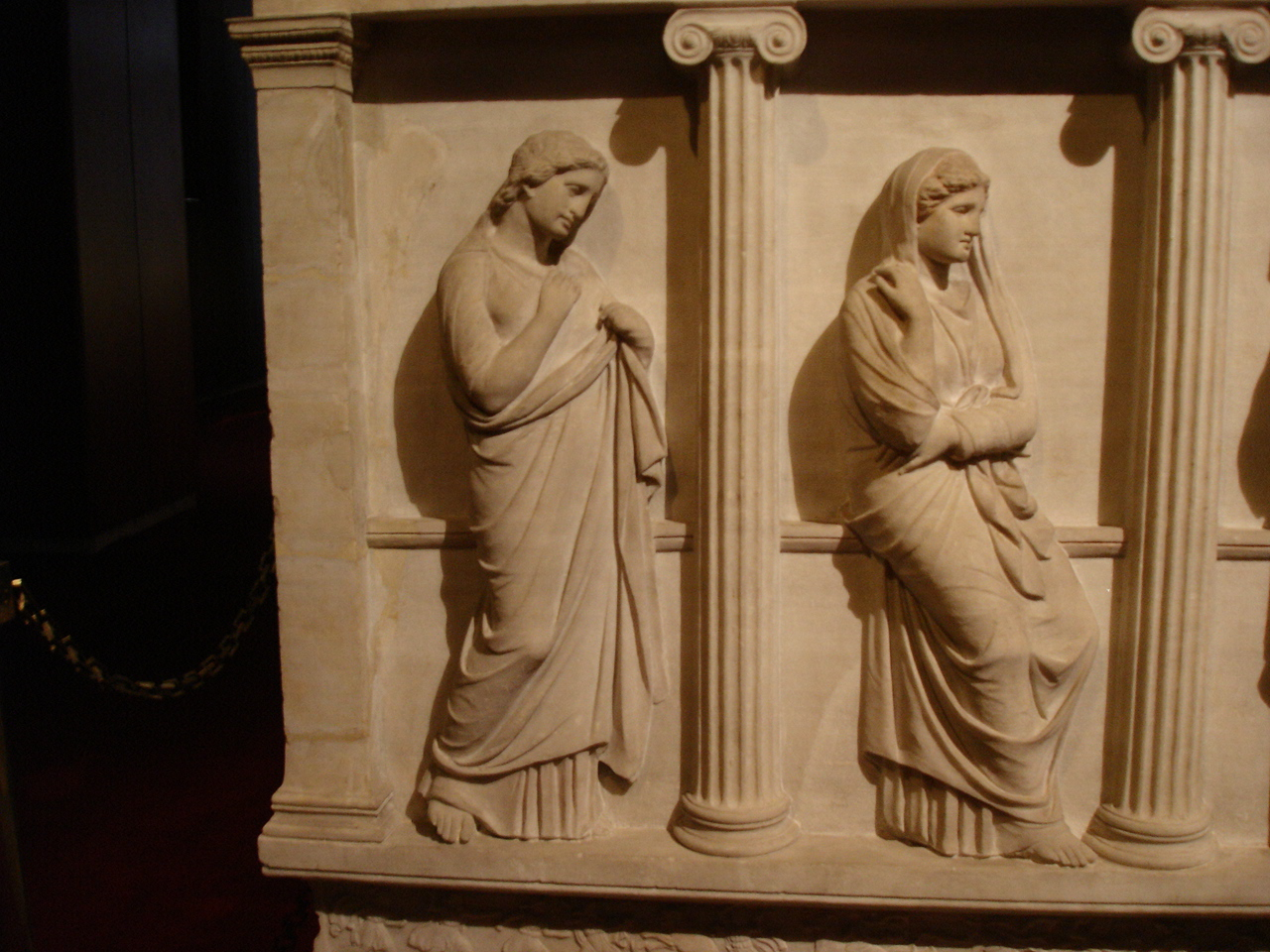
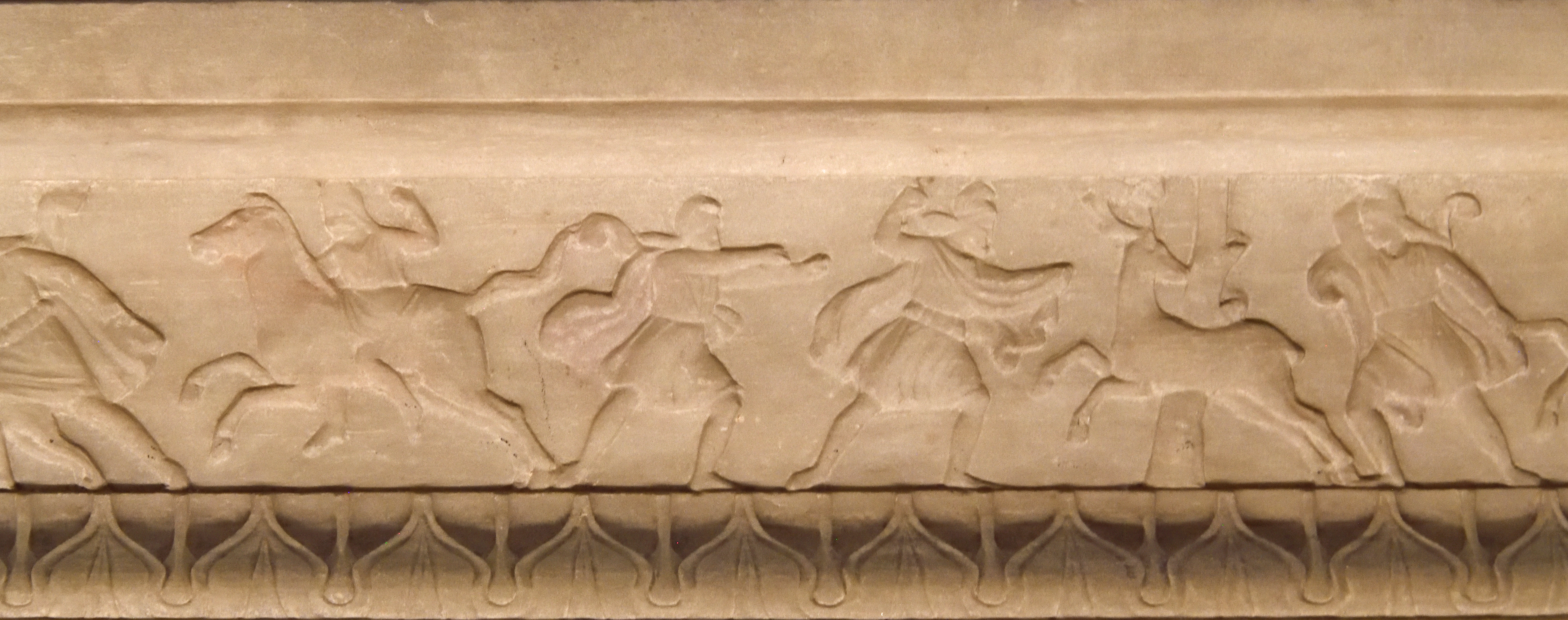
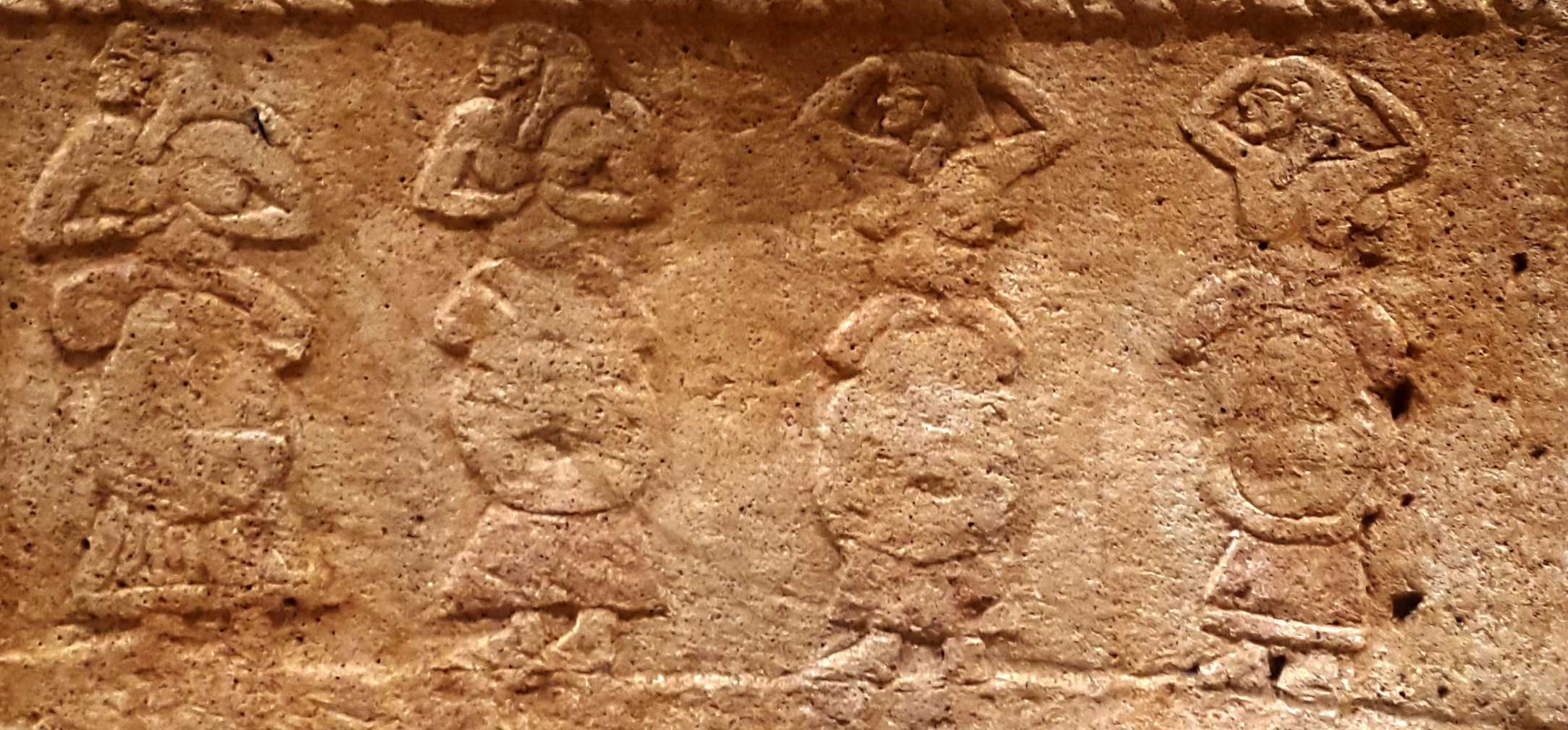
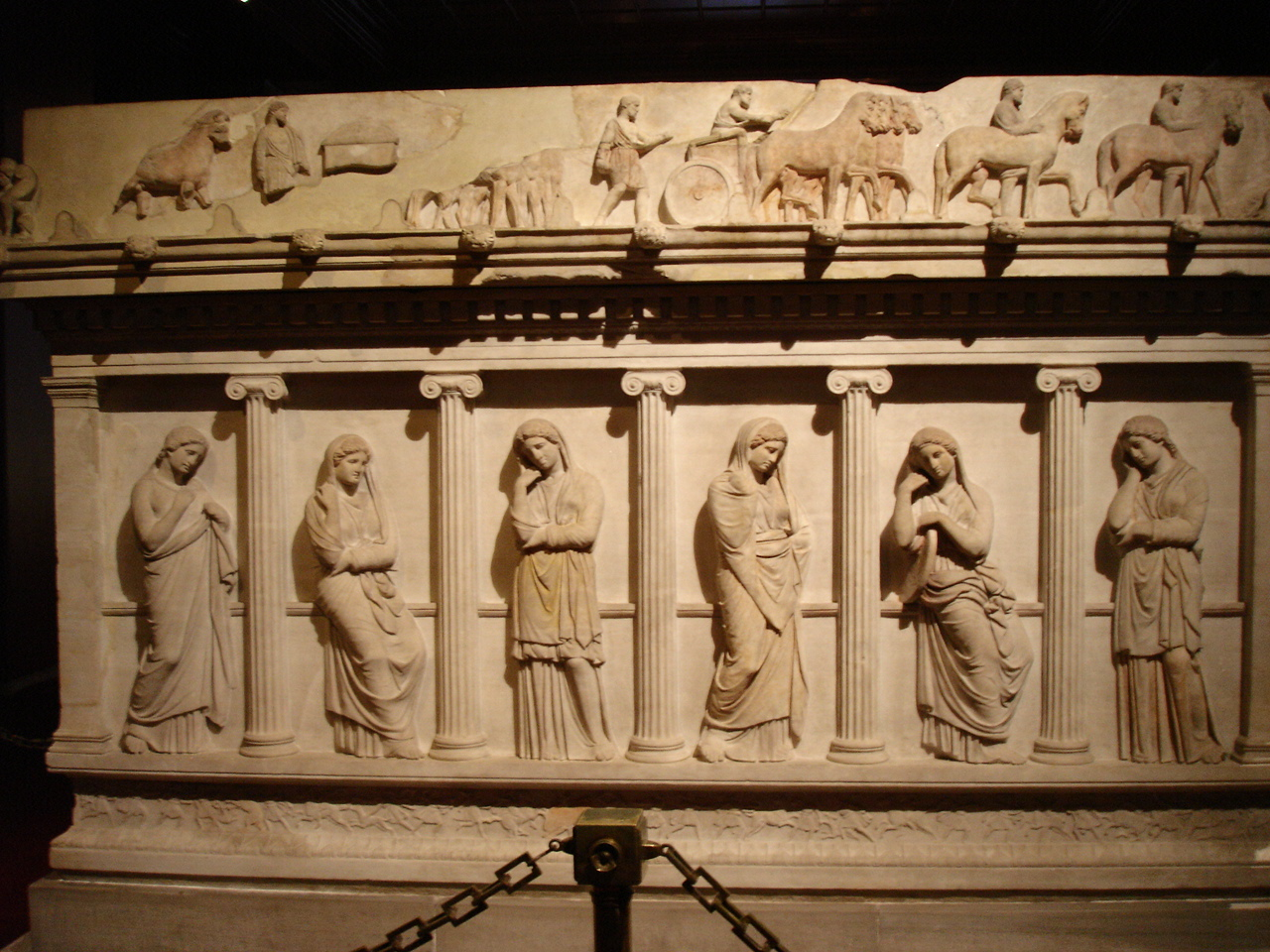